# Kalikapur
Kalikapur è una suddivisione dell'India, classificata come census town, di 3.786 abitanti, situata nel distretto del Singhbhum Occidentale, nello stato federato del Jharkhand. In base al numero di abitanti la città rientra nella classe VI (meno di 5.000 persone).

## Geografia fisica
La città è situata a 22° 37' 0 N e 86° 16' 60 E e ha un'altitudine di 157 m s.l.m..

## Società

### Evoluzione demografica
Al censimento del 2001 la popolazione di Kalikapur assommava a 3.786 persone, delle quali 1.963 maschi e 1.823 femmine. I bambini di età inferiore o uguale ai sei anni assommavano a 243, dei quali 131 maschi e 112 femmine. Infine, coloro che erano in grado di saper almeno leggere e scrivere erano 3.414, dei quali 1.830 maschi e 1.584 femmine.